# Ralf Bender
Ralf Bender (* 29. Dezember 1958 in Alzey) ist ein deutscher Physiker, Astronom, Kosmologe und Hochschullehrer.

## Ausbildung
Bender studierte von 1977 bis 1983 Physik an der Ruprecht-Karls-Universität Heidelberg. Er schloss sein Studium mit dem Diplom in Theoretischer Teilchenphysik ab. Von 1985 bis 1987 war er Doktorand an der Landessternwarte Heidelberg-Königstuhl. Dort widmete er sich dem Studium der Astronomie. 1987 promovierte er mit einer Arbeit zum Thema Morphologie und Kinematik Elliptischer Galaxien.

## Beruf
Von 1987 bis 1990 arbeitete Bender als wissenschaftlicher Mitarbeiter an der Landessternwarte Heidelberg. Von 1990 bis 1991 ging er als NATO-Fellow an die University of Oxford. 1991 habilitierte er sich mit einer Arbeit zum Thema Struktur und Formation von Zwerggalaxien. Bis 1994 arbeitete er als Wissenschaftler weiter an der Sternwarte Heidelberg, dann wurde er als Professor an die Ludwig-Maximilians-Universität München (LMU) berufen. Seit 1994 hat er dort den Lehrstuhl für Astronomie und Astrophysik – Beobachtende und Experimentelle Astronomie inne.
Seit 2002 ist er außerdem Direktor am Max-Planck-Institut für extraterrestrische Physik in Garching bei München. Von 1998 bis 2003 war er Geschäftsführender Direktor der Universitäts-Sternwarte München.
Von 2007 bis 2014 war Bender Prodekan und seit 2014 ist er Dekan der Fakultät für Physik der LMU.

## Forschungsinteressen
Bender forscht auf dem Gebiet der Astronomie und Kosmologie, der Dunklen Energie, der Dunklen Materie, der Galaxien, der Galaxienhaufen, der Schwarzen Löcher. Grundlage seiner Forschungen bilden Beobachtungen mit verschiedenen Instrumenten, darunter die Europäische Südsternwarte (ESO) in Chile, das Hobby-Eberly-Teleskop (HET) in Texas und das Wendelstein-Observatorium in Bayern. Die Konstruktion und der Bau von geeigneten Instrumenten im optischen und nah-infraroten Spektralbereich gehört ebenfalls zu Benders Spezialgebiet. Mit der Entwicklung von geeigneten Computer-Programmen versucht er die Datenmengen, die bei Himmelsdurchmusterungen anfallen, zu reduzieren und auszuwerten. Bender hat mehr als 700 Publikationen und einen h-Index von 106.
Bender erklärt die Ergebnisse seiner Forschung auch in populärwissenschaftlichen Vorträgen für die breite Öffentlichkeit, so zum Beispiel im Rahmen der Reihe Wissenschaft für jedermann des Deutschen Museums.

## Ämter, Mitgliedschaften
Für die Europäische Südsternwarte war Bender von 1999 bis 2002 Vorsitzender des wissenschaftlich-technischen Komitees, von 2002 bis 2006 nationaler Vertreter im Rat und 2010 Vorsitzender des Beobachtungsprogrammes. Von 2002 bis 2014 war er Sprecher der internationalen International Max Planck Research School für Astrophysik.
Von 2006 bis 2018 war Bender Mitglied des Exzellenzclusters Ursprung und Struktur des Universums der Deutschen Forschungsgemeinschaft (DFG). Bender ist beteiligt an der Vorbereitung und Auswertung der EUCLID-Mission.

## Auszeichnungen und Anerkennung
Von 2004 bis 2005 erhielt Bender eine Beatrice-Tinsley-Gastprofessur an die University of Texas at Austin. Von 2005 bis 2012 gehörte er zu den Highly Cited Researchers der Weltraumwissenschaft. Seit 2006 ist Bender Mitglied der Deutschen Akademie der Naturforscher Leopoldina. 2017 erhielt er für seine Leistungen das Bundesverdienstkreuz 1. Klasse. 2019 wurde er zum Honorary Fellow of the Royal Astronomical Society ernannt.

## Veröffentlichungen (Auswahl)
- Ralf Bender: Galaxies and their black holes, 2011, Fornax, Virgo, Coma et al., Stellar Systems in High Density Environments, Talks from the Conference held 27 June - 1 July, 2011 at ESO Garching, Germany
- Ralf Bender, Roberto Sagila: Surveying the High Redshift Universe with KMOS, 2007, Astronomische Nachrichten, Band 328
- Ralf Bender: Low-redshift constraints on the formation of elliptical galaxies, 2006, Galaxies in the Young Universe: Proceedings of a Workshop Held at Ringberg Castle, Tegernsee, Germany, 22–28 September 1994
- Ralf Bender: Vom Urknall bis zur Bildung von Planetensystemen, 2006, Evolution und Menschwerdung: Vorträge anläßlich der Jahresversammlung vom 7. bis 9. Oktober 2005 zu Halle (Saale)
- Ralf Bender, John Kormendy, Gary Bower, Richard Green, Jens Thomas, Anthony C Danks, Theodore Gull, JB Hutchings, CL Joseph, ME Kaiser, Tod R Lauer, Charles H Nelson, Douglas Richstone, Donna Weistrop, Bruce Woodgate: HST STIS spectroscopy of the triple nucleus of M31: two nested disks in Keplerian rotation around a supermassive black hole, 2005, The Astrophysical Journal, Band 631 online
- Ralf Bender, Alvio Renzini: The Mass of galaxies at low and high redshift: Proceedings, 2003, The Mass of galaxies at low and high redshift: Proceedings
- Ralf Bender, RP Saglia, Bodo Ziegler, Paola Belloni, Laura Greggio, Ulrich Hopp, Gustavo Bruzual: Exploring Cluster Elliptical Galaxies as Cosmological Standard Rods, 1998, The Astrophysical Journal, Band 493 online
- R Bender, RP Saglia, OE Gerhard: Line-of-sight velocity distributions of elliptical galaxies, 1994, Monthly Notices of the Royal Astronomical Society, Band 269 online
- Ralf Bender, David Burstein, SM Faber: Dynamically hot galaxies. II-Global stellar populations, 1993, Astrophysical Journal, Part 1 (ISSN 0004-637X), vol. 411, no. 1, S. 153–169. online
- Ralf Bender, David Burstein, SM Faber: Dynamically hot galaxies. I-Structural properties, 1992, Astrophysical Journal, Part 1 (ISSN 0004-637X), vol. 399, no. 2, S. 462–477. online
- R Bender: Unraveling the kinematics of early-type galaxies-Presentation of a new method and its application to NGC4621, 1990, Astronomy and Astrophysics (ISSN 0004-6361), vol. 229, no. 2, March 1990, p. 441–451. online
- R Bender, P Surma, S Doebereiner, C Moellenhoff, R Madejsky: Isophote shapes of elliptical galaxies. II-Correlations with global optical, radio and X-ray properties, 1989, Astronomy and Astrophysics (ISSN 0004-6361), vol. 217, no. 1–2, June 1989, S. 35–43. online
- R Bender: Velocity anisotropies and isophote shapes in elliptical galaxies., 1988, Astronomy and Astrophysics, Band 193
- R Bender: Rotating and counter-rotating cores in elliptical galaxies, 1988, Astronomy and Astrophysics (ISSN 0004-6361), vol. 202, no. 1–2, Aug. 1988, S. L5–L8.
- R Bender, C Möllenhoff: Morphological analysis of massive early-type galaxies in the Virgo cluster, 1987, Astronomy and Astrophysics (ISSN 0004-6361), vol. 177, no. 1–2, May 1987, S. 71–83. online